# Compose

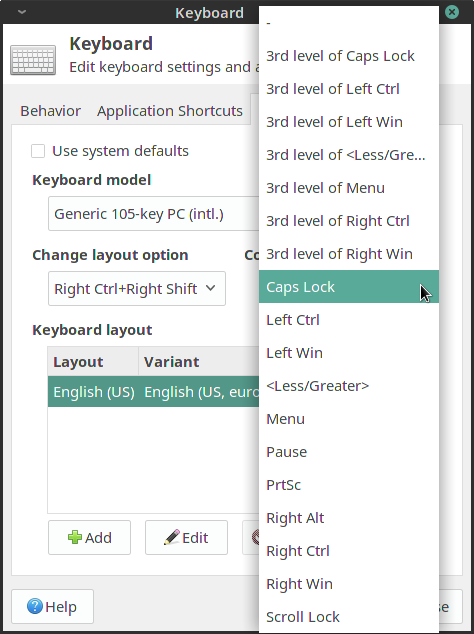
Вікно налаштувань розкладки клавіатури Xfce з можливістю компонування клавіш

Compose (інколи multi key) — спеціальна клавіша, доступна на деяких клавіатурах, яка дозволяє ОС розпізнавати два натискання клавіш як один символ, що зазвичай не зустрічається на клавіатурі.
Наприклад, якщо ввести Compose, потім ~, а потім n, то буде вставлено символ ñ.
Клавіші Compose найбільш популярні в Linux та інших системах, що використовують X Window System, втім, існують програми для їх ужитку на Windows та macOS.

## ПідтримкаПЗ

### Windows
У Microsoft Windows кілька програм, таких як PuTTY, надають підтримку комбінації клавіш. Для емуляції клавіші компонування для всіх програм часто використовуються утиліти комбінацій клавіш.

### macOS
Хоча система введення тексту Cocoa дозволяє вводити багато альтернативних символів та символів з наголосом, вбудованих в macOS, справжнього рішення для компонування клавіш не передбачено. Принаймні одне з них було реалізовано за допомогою утиліти Karabiner, яка працює з усіма додатками, так само як і використання драйверів клавіатури, де функція Compose реалізована за допомогою мертвого ланцюжка клавіш.

### DOS
Під DOS підтримка комбінації клавіш залежала від запущеної програми або від завантаженого драйвера клавіатури. Наприклад, Lotus 1-2-3 використовував Alt+F1 як комбінацію клавіш для полегшення введення багатьох спеціальних символів Міжнародного набору символів Lotus (LICS) та Багатобайтового набору символів Lotus (LMBCS).

## Комбінації
У наведеній нижче таблиці показані деякі з комбінацій за замовчуванням для сервера X.Org. Для сучасних систем, які підтримують Юнікод, наведена нижче таблиця далеко не повна.
| ввід        | вивід |
| ----------- | ----- |
| Compose+'+а | á     |
| Compose+"+а | ä     |
| Compose+`+а | à     |
| Compose+~+а | ã     |
| Compose+^+а | â     |
| Compose+c+а | ǎ     |
| Compose+<+s | š     |
| Compose+o+а | å     |
| Compose+-+а | ā     |
| Compose+,+а | ą     |
| Compose+b+а | ă     |
| Compose+?+а | ả     |
| Compose+.+а | ȧ     |

| ввід        | вивід |
| ----------- | ----- |
| Compose+a+e | æ     |
| Compose+A+E | Æ     |
| Compose+o+e | œ     |
| Compose+0+E | Œ     |
| Compose+d+h | ð     |
| Compose+D+H | Ð     |
| Compose+o+o | °     |
| Compose+o+x | ¤     |
| Compose+o+c | ©     |
| Compose+o+r | ®     |
| Compose+s+o | §     |
| Compose+s+s | ß     |
| Compose+S+S | ẞ     |
| Compose+t+h | þ     |
| Compose+T+H | Þ     |
| Compose+t+m | ™     |
| Compose+x+x | ×     |
| Compose+.+. | …     |
| Compose+.+^ | ·     |

| ввід          | вивід |
| ------------- | ----- |
| Compose+<+<   | "     |
| Compose+>+>   | "     |
| Compose+/+/   | \     |
| Compose+/+C   | ₡     |
| Compose+/+o   | ø     |
| Compose+/+0   | Ø     |
| Compose+?+?   | ¿     |
| Compose+'+<   | ‘     |
| Compose+'+>   | ’     |
| Compose+,+c   | ç     |
| Compose+,+C   | Ç     |
| Compose+"+<   | "     |
| Compose+"+>   | "     |
| Compose+!+!   | ¡     |
| Compose+-+-+- | —     |
| Compose+-+-+. | –     |
| Compose+-+:   | ÷     |
| Compose+-+d   | đ     |
| Compose+-+D   | Đ     |

| ввід          | вивід |
| ------------- | ----- |
| Compose+-+L   | £     |
| Compose+^+0   | ⁰     |
| Compose+^+1   | ¹     |
| Compose+^+2   | ²     |
| Compose+^+3   | ³     |
| Compose+^+_+a | ª     |
| Compose+^+_+0 | º     |
| Compose+_+0   | ₀     |
| Compose+_+1   | ₁     |
| Compose+_+2   | ₂     |
| Compose+_+3   | ₃     |
| Compose+~+n   | ñ     |
| Compose+\|+c  | ¢     |
| Compose+=+y   | ¥     |
| Compose+=+c   | €     |
| Compose+1+2   | ½     |
| Compose+1+4   | ¼     |
| Compose+3+4   | ¾     |